# Лікіла Юнайтед
Футбольний клуб «Лікіла Юнайтед» або просто «Лікіла Юнайтед» (англ. Likila United Football Club) — футбольний клуб з міста Бута-Буте.

## Історія
«Лікіла Юнайтед» — футбольний клуб з міста Бута-Буте, який раніше виступав у Прем'єр-лізі Лесото. До цього команда виступала під назвою ФК «Кало». У сезоні 2015/2016 років клуб посів передостаннє 13-те місце та вилетів до нижчого дивізіону. Найкращим результатом в історії виступів клубу у найвищому дивізіон чемпіонату Лесото з футболу було 6-те місце, яке команда посіла в сезоні 2014/15 років.